# Leros
Leros (gr Λέρος, wł Lèro) – grecka wyspa i jednostka administracyjna Dodekanezu na Morzu Egejskim. Jest położona 317 km od ateńskiego portu Pireus, skąd można dotrzeć promem (w ciągu 11 godzin) lub samolotem (45 minut z Aten). W starożytności Tukidydes podkreślał znaczenie zatok i portu Leros dla Aten w czasie wojen peloponeskich w latach 459-404 p.n.e.
Leży w administracji zdecentralizowanej Wyspy Egejskie, w regionie Wyspy Egejskie Południowe, w jednostce regionalnej Kalimnos, w gminie Leros.

## Geografia
Wyspa ma 74 km² powierzchni, a jej linia brzegowa wynosi 71 km długości. W skład jednostki administracyjnej Leros wchodzą zamieszkane wysepki Farmakonisi (74 mieszkańców), Lewita (8) i Kinaros (2), jak również kilka niezamieszkanych wysepek. Według spisu powszechnego z roku 2001 wyspę w sezonie letnim zamieszkiwało 15 000 osób. Największą atrakcją turystyczną jest średniowieczny zamek Joannitów. Ośrodkiem administracyjnym jest miejscowość Agia Marina, licząca 2672 mieszkańców. Innymi liczącymi się miejscowościami są Lakkíon (1990 mieszk.), Xirókampos (908), Kamára (573) i Álinda (542).

## Dzieje nowożytne

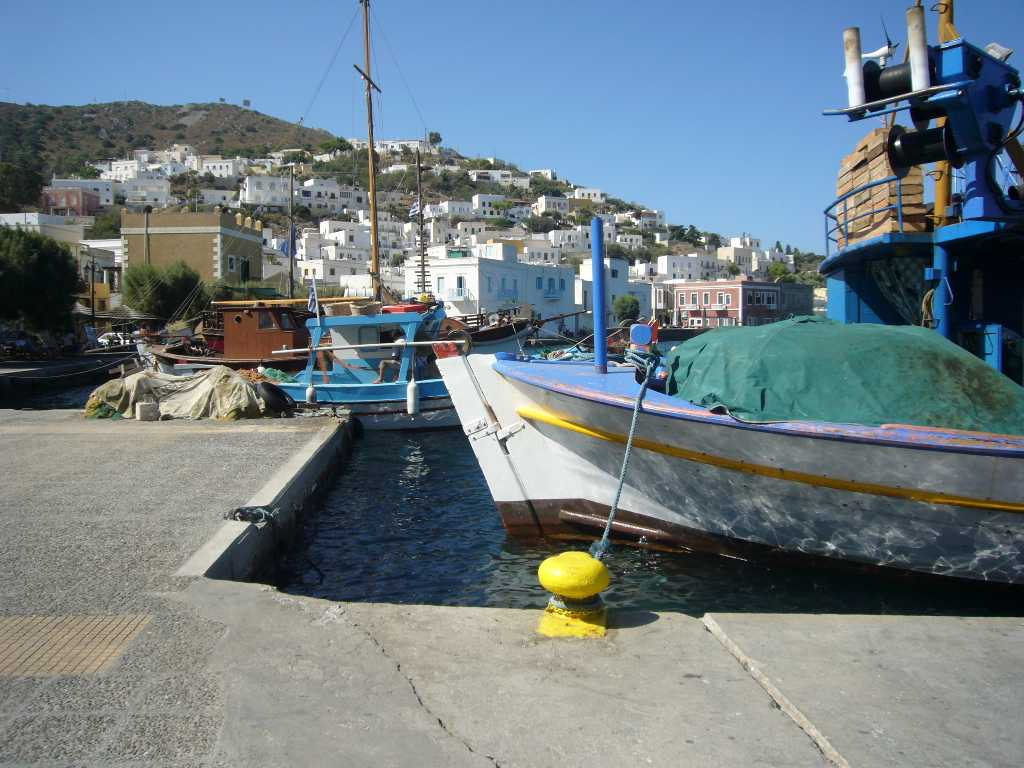
Port w stolicy wyspy Agia Marina

W okresie panowania bizantyńskiego wyspa została podporządkowana wyspiarskiej prowincji z siedzibą na Samos. W XIII wieku była okupowana przez genueńczyków, a następnie przez wenecjan. W roku 1309 Leros zajęli i ufortyfikowali Joannici. W roku 1505 osmański admirał Kemal Reis z trzema galerami i siedemnastoma innymi okrętami obległ zamek, ale nie potrafił go zdobyć. Próba, z większą liczbą okrętów, została powtórzona w roku 1508, ale ponownie bez skutku. Zgodnie z legendą wyspę ocalił wówczas ostatni żyjący jeszcze, 18-letni rycerz-zakonnik, który kazał kobietom i dzieciom założyć zbroje poległych obrońców, by przekonać Turków, że garnizon broniący Leros jest wciąż silny. W końcu jednak, 24 grudnia 1522 roku, na mocy układu pokojowego pomiędzy sułtanem a Wielkim Mistrzem Zakonu, Philippe Villiers de L’Isle Adam, Leros wraz z innymi wyspami Dedokanezu przeszła pod panowanie tureckie na długie 400 lat.
W roku 1821, podczas wojny o niepodległość, wyspa została oswobodzona i stała się ważną bazą zaopatrzeniową greckiej marynarki wojennej. W sensie administracyjnym podlegała Tymczasowej Komisji Rządowej Wschodnich Sporad, jednak zgodnie z postanowieniami traktatu londyńskiego z 3 lutego 1830 roku Wschodnie Sporady (Leros, Patmos, Lipsi i Furnoj) zostały zwrócone Turcji.
W roku 1912, w czasie wojny z Turcją, siły włoskie zajęły wszystkie wyspy Dodekanezu z wyjątkiem Kastelorizo. 12 maja 1912 na Leros wylądował oddział marynarzy z krążownika "San Giorgio" Regia Marina. Greccy mieszkańcy wyspy ogłosili autonomię w ramach "Państwa Egejskiego" i zadeklarowali chęć przyłączenia do Grecji, ale po wybuchu I wojny światowej zamiary te uległy odroczeniu i Włosi nadal władali archipelagiem.
W latach 1916–1918 Leros była wykorzystywana jako baza morska Royal Navy. W roku 1919 wszystkie wyspy, z wyjątkiem Rodos, zostały zwrócone Grecji, ale po przegranej wojnie z Turcją Włosi ponownie zajęli Dodekanez.
Nowy włoski reżim faszystowski przystąpił do nasilonej "italianizacji" wysp, wprowadzając, jako urzędowy, język włoski i zachęcając mieszkańców do przyjmowania włoskiego obywatelstwa. W latach trzydziestych XX wieku władze zbudowały modelowe włoskie miasto, Portolago. Jest to jeden ze sztandarowych przykładów włoskiego racjonalizmu w architekturze. Grecy przemianowali miasto na Lakki.
W czasie swego 31-letniego panowania Włosi uczynili z Leros główną bazę morską, a to ze względu na strategiczne położenie wyspy oraz jej zatoki, z których Zatoka Lakki stanowi największy naturalny głębokowodny port Morza Śródziemnego. Mussolini, który nazywał Leros "Corregidorem Morza Śródziemnego", uważał wyspę za kluczową bazę, pozwalając na dominację Włoch w basenie Morza Egejskiego, a nawet zbudował swoją willę w Portolago.
Od roku 1940, gdy Włochy przystąpiły do wojny po stronie Niemiec, Leros stała się celem licznych nalotów bombowców RAF. 8 września 1943 Włochy podpisały zawieszenie broni i przeszły na stronę Aliantów, którzy natychmiast obsadzili wyspy Dodekanezu. Leros stała się wówczas celem ataków bombowych Luftwaffe. Podczas jednego z najsilniejszych nalotów 26 września 1943 zatopione zostały grecki okręt flagowy Vasilissa Olga oraz brytyjski niszczyciel HMS Intrepid. Leros wpadła w ręce Niemców w trakcie operacji Leopard w dniach 12-16 listopada 1943 roku. W skład sił uderzeniowych wchodziły oddziały spadochronowy i elitarny batalion Brandenburczyków. Niemiecka okupacja Leros trwała do końca wojny.
Po zakończeniu działań wojennych Leros znalazła się pod brytyjskim zarządem, a 7 marca 1948 roku, wraz z pozostałymi wyspami Dodekanezu, została zwrócona Grecji. W okresie władania junty pułkowników wyspa była miejscem zsyłki politycznych przeciwników, a dawne włoskie koszary zamieniono w obóz koncentracyjny.
W grudniu 2015, w związku z kryzysem imigracyjnym, na Leros kontynuowano prace przy konstrukcji obozu - miejsca odbioru, identyfikacji i tymczasowego pobytu, nielegalnych emigrantów i uchodźców wojennych, zbieranych przez służby graniczne, z fal i wybrzeży Morza Egejskiego.